# シラウオ
シラウオ（白魚、鮊）は、キュウリウオ目シラウオ科（Salangidae）に分類される魚の総称。狭義には、その中の1種 Salangichthys microdon の和名である。ただし、時にシロウオと混同される。
東アジアの汽水域周辺に生息する半透明の細長い小魚で、食用にもなる。

## 名称
別名はシラオ、シラス、トノサマウオ、シロウオ、シロオなど。
ただし「シラス」は、体に色素がなく白い稚魚の総称としても使われる。「トノサマウオ」という別名は、野良仕事をしない領主（殿様）のきれいな手をシラウオになぞらえたものという説がある。また、細長くて半透明の優美な姿から、女性の細くて白い指を「シラウオのような指」とたとえることがある。
なお、シラウオは「銀魚」、「鱠残魚」という漢字を用いる場合もある。その由来は、中国の呉王が大河を舟で行く途中、魚鱠（なます）を食べてその残りを川に捨てたところ、それが化して魚になったという逸話からとされる。
中国
中国では銀魚や面條魚と呼ぶ。銀魚干（干し銀魚）や冷凍銀魚の形で販売される。太湖の銀魚は、白魚、白蝦と共に「太湖三白」として有名である。

## 特徴

### 形態
体は細長いが、後ろに向かって太くなり尾びれの前で再び細くなるくさび形の体形である。死ぬと白く濁った体色になるが、生きている時は半透明の白色で、背骨や内臓などが透けてみえる。腹面に2列に並ぶ黒色の点があり、目は小さく口は大きい。
シロウオとは生態や姿がよく似ていて、料理法もほぼ同じで混同されやすいが、シロウオはスズキ目ハゼ科で分類上は全く別の魚である。区別点は
- シラウオの口はとがっていて、体型がくさび形をしている。
- シラウオのうきぶくろはシロウオほどはっきり見えない。
- シラウオには「あぶらびれ」（背びれの後ろにある小さな丸いひれ）がある。これはアユやシシャモ、ワカサギなどと近縁であることを示す。

などがある。
シロウオは他のハゼ類と違い、ほとんど仔魚のような形で成熟するが、シラウオは仔魚の形から変態し、他のサケ類と同じように鰭ができる。

### 生態
従来の説では、シラウオは春に川の河口域や汽水湖、沿岸域など汽水域の砂底で産卵し、孵化した稚魚は翌年の春まで沿岸域でプランクトンを捕食しながら成長する。そして、冬を越した成体は産卵のために再び汽水域へ集まって産卵し、産卵した後はオスメスとも1年間の短い一生を終えると考えられていた。しかし、シラウオは産卵のために汽水域に集まるのではなく、汽水域で一生を過ごすという新しい説が2016年に提唱されている。

## おもな種類
キュウリウオ目シラウオ科の魚は東南アジアから東シベリアまで6属14種類が分布している。なかには体長が15センチメートル以上になる種類もいる。
日本には3属4種が分布するが、アリアケシラウオとアリアケヒメシラウオは有明海周辺だけに分布している。この2種類は分布が極めて局地的な上に絶滅寸前というところまで個体数が減っているため、どちらも絶滅危惧IA類 (CR)（環境省レッドリスト）に指定されている。
シラウオ Salangichthys microdon
体長8センチメートルほど。東シベリアから朝鮮半島、中国まで分布し、日本でも北海道から九州南部に分布している。
イシカワシラウオ Salangichthys ishikawae
体長8センチメートルほど。日本の固有種で、北海道から九州北部に分布する。シラウオに似ていて、特にシラウオと区別せずに漁獲・流通がなされている。
アリアケシラウオ Salanx ariakensis
体長15センチメートルほどにもなる大きなシラウオで、有明海と中国、朝鮮半島に分布する。有明海沿岸域では漁獲し食用にされていたが、現在は漁獲が激減し、絶滅が危惧されている。
アリアケヒメシラウオ Neosalanx reganius
体長5センチメートルほどのシラウオで、丸い頭部とずんぐりした体型をしており、シロウオに似ている。世界でも有明海に注ぐ筑後川と熊本県の緑川、緑川支流の浜戸川だけにしか分布しない。さらに2つの生息地で体長やひれの大きさなどに差があり、それぞれが独立した地域個体群と考えられている。川の下流域に生息するが、食用にされていないにもかかわらず個体数が減り続けている。減少の理由は筑後大堰などの河川改修や汚染などによる河川環境の変化と考えられている。

## 人との関わり

### 漁獲
古来より沿岸域へ産卵に集まる頃の成魚が食用に漁獲され、早春の味覚として知られる。かつては全国で漁獲された。2016年現在、北海道、青森県、秋田県、茨城県、島根県などが主な産地となっており、比較的、東日本に多い。漁はシロウオと同じように四角形の網を十字に組んだ竹で吊るした「四つ手網」がよく使われるが、霞ヶ浦などの大きな産地ではシラウオ用の刺し網や定置網などもある。

### 食材

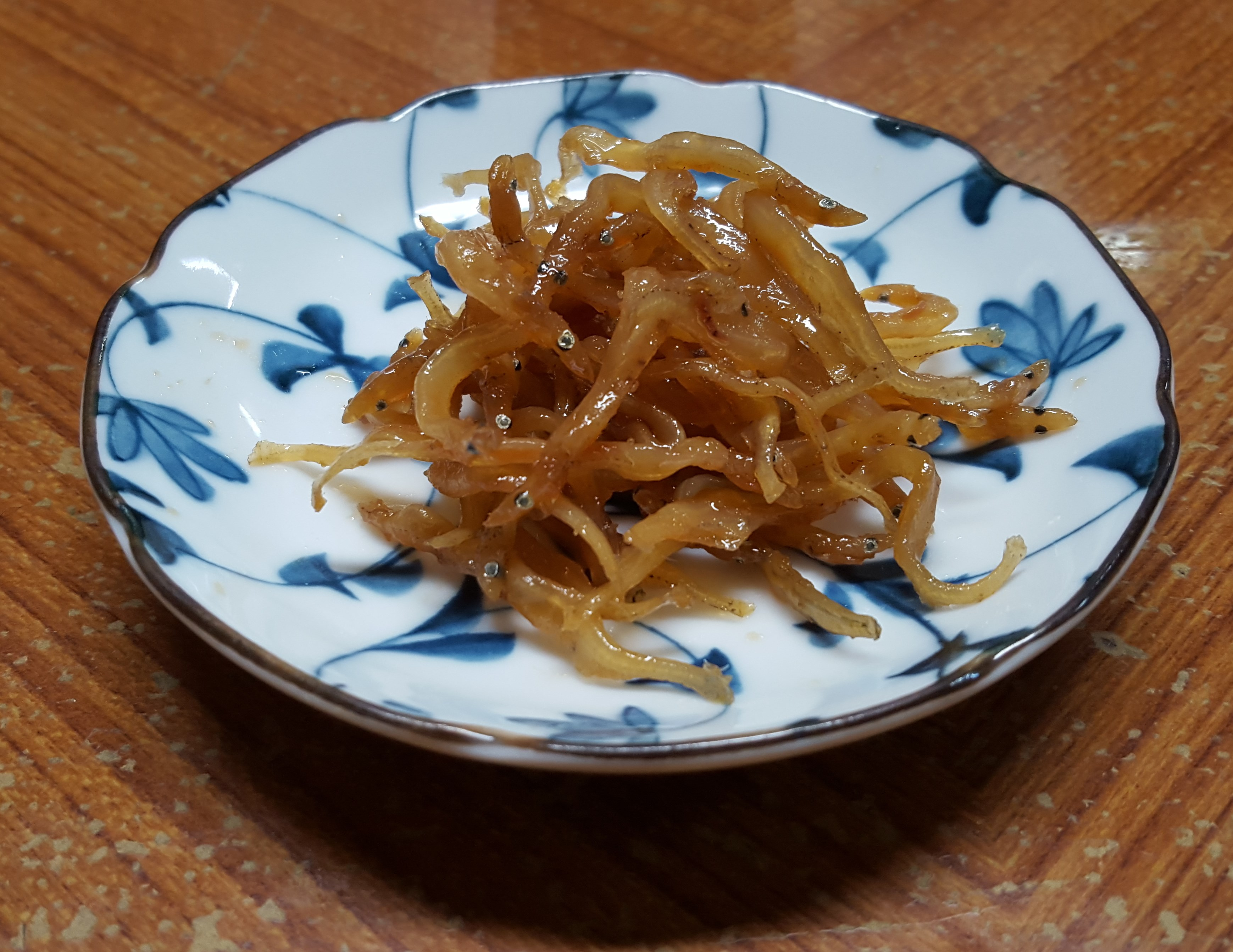
シラウオの佃煮（時雨煮）

日本のみならず、中国や東南アジアでも食用にされる。日本では高級食材として扱われている。シラウオは非常に繊細で漁で網から上げて空気にふれるとほとんどがすぐに死んでしまうため、生きたまま市場に出回ることはほとんどない（活魚として出回るシロウオとは対照的である）。
料理方法としては、煮干し、佃煮、酢の物、吸い物、卵とじ、天ぷら、炊き込みご飯などがあげられる。
また、刺身や寿司などとして生で食べることもある。江戸前寿司のネタとしては、コハダやアナゴとならんで最古参にあげられる。一方、シラウオは寄生虫（横川吸虫）の中間宿主となっている場合があるので、市販の生シラウオを含むシラウオの生食には注意を要する
。少数の寄生では重篤な症状は出ないが、多数の寄生によって軟便、下痢、腹痛などの消化器障害が起こる可能性がある。他にも2022年9月下旬以降、青森県で小川原湖名産のシラウオなどを生食した約130人が顎口虫による「皮膚爬行症」を発症している。伝統食とはいえ、淡水魚であるシラウオの生食は危険である。